# Vladimir Sánchez
 Arturo Vladimir Sánchez Escóbar (Cochabamba, Bolivia; 18 de febrero de 1952) es un economista, docente universitario y político boliviano. Fue el ministro de Obras Públicas, Servicios y Vivienda de Bolivia desde el 23 de enero de 2012 hasta el 23 de enero de 2015 durante el segundo gobierno del presidente Evo Morales Ayma.

## Biografía
Vladimir Sánchez nació el 18 de febrero de 1952 en la ciudad de Cochabamba. Comenzó sus estudios escolares en 1958 saliendo bachiller el año 1970. Durante su juventud se fue a estudiar a Cuba, de donde se tituló como economista de profesión en 1976. Durante su vida laboral, se especializó y trabajó en diferentes instituciones de apoyo al desarrollo rural, agricultura y temas de riego. Se desempeñó también como docente universitario en las materias de Economía y Macroeconomía. Incursinó en el grupo de asesores del Fondo de la Organización de Naciones Unidas para la Agricultura (FAO).
A partir de 2006, se convirtió en rector del Fondo Nacional de Inversión Productiva y Social (FPS), cargo que ocuparia durante 5 años hasta 2011.

## Vida política
El 23 de enero de 2012, el Presidente de Bolivia Evo Morales Ayma posesionó a Vladimir Sánchez en el cargo de ministro de Obras Públicas, Servicios y Viviendas de Bolivia en reemplazo de Walter Delgadillo, quien tuvo que dejar el ministerio por cuestiones de salud. Ocupó el cargo por un tiempo de 3 años hasta el 23 de enero de 2015, cuando entregó el ministerio a Milton Claros Hinojosa. Ese mismo mes, el ministro de Planificación Rene Orellana, posesionó a Vladmir Sánchez en el cargo de director ejecutivo del Fondo Nacional de Inversión Productiva y Social (FPS).
El 2 de mayo de 2019, el ministro de Obras Públicas Óscar Coca, posesionó a Vladimir Sánchez en el cargo de presidente ejecutivo de la Administradora Boliviana de Carreteras (ABC), en reemplazo de  Luis Sánchez-Gómez Cuquerella.